# 石岐街道
石岐街道是中国广东省中山市的一个街道，位于中山市中部，是中山市的中心城区之一，总面积26平方公里。

## 历史
现石岐街道于2000年6月由原中山市中区和北区合并而成。
名称由来：据说在唐代以前就有「石岐」一称，因烟墩山（又称石岐山）原为石山，唐代诗人郑愚在《泛石岐海》中就有「歧水正分流」的句子，后「歧」改为「岐」，取吉祥之意。
石岐旧称仁厚乡、香山县（中山县）第一区、石岐镇、石岐市、中山市中区等，別称铁城，曾为原香山县、中山县、石岐市治驻地。
石岐于清代以前属于仁厚乡，清宣统二年（1910年）后改为香山县第一区，1953年设立石岐市（省辖市），1958年设立石岐公社，1959年石岐公社改为石岐镇（县级镇），1984年撤销石岐镇设中山市中区（分：烟墩区、岐江区、莲峰区）。
原北区旧称郊区（含西区除沙朗）、环城区（原东南西北区皆属环城区）、仁厚乡良字都。

## 特產
石岐有著名的石岐乳鴿、杏仁餅、粉果金吒。此外，石歧鷄也是廣東省八大優良鷄種之一。

## 方言
石岐話主要使用於廣東中山市中部的石岐及附近地區，同廣州話相似，但又不全相同。對某些事物名或一般用語叫法同廣州話相比有其獨特一面。石岐人較易明白廣州話，但廣州人或香港人就未必明白石岐話。例如廣州話「瞓覺」，石岐話就叫「寐覺」（寐音讀「眯」[mi1]）。石岐話形容一個人懶有習語「吃寐屙坐」。廣州話「頭先」，石岐話叫「近先」（音「緊思」[gan2 si1])、「啱先」。另外石岐話於口音方面同廣州話亦有不同之處。而澳門因地近石岐，而原籍中山者又不少，故此澳門不少俗語則偏向石岐話，如「啱先」則在澳門十分被廣泛使用。
在1970年代後期，因為大眾傳媒發達而導致石岐話不斷向廣州話靠攏，不少舊音同辭彙用法都逐漸減少或者停用。以「寐覺」為例，現在都以「瞓覺」取代。「客間」（廚房）、「銀錢」（即係元，蚊，「兩個銀錢」即係兩蚊）這些老式石岐話，中山年輕人已較為少用。

## 行政区域
桂圆社区、民族社区、太平社区、莲新社区、迎阳社区、仙湖社区、湖滨社区、悦来南社区、凤鸣社区、东明社区、博爱社区、民权社区、民生社区、宏基社区、莲员社区、康华社区、大信社区、莲兴社区、东港湾社区。

## 人口
截至2021年末，石岐街道常住人口20.91萬人，户籍人口18.62萬人。